# 瀨名信輝
瀨名信輝（1544年—1572年9月／1616年5月25日），日本戰國時代武將。今川氏的支流瀨名氏一族。父親是瀨名貞綱。母親是今川氏親的女兒。

## 生平
在天文13年（1544年）出生，家中長男。仕於今川義元和今川氏真，不過在永祿11年（1568年）12月，甲斐武田氏侵攻今川領國時（駿河侵攻），瀨名氏與朝比奈信置、葛山氏元等人一同成為武田方的內應。因為此功，受武田信玄（晴信）下賜偏諱（「信」字），名字由氏詮改名為信輝。
事績在元龜3年（1572年）9月後，沒有記錄，因此被認為是在這段時期前後死去。而根據《寬政重修諸家譜》中記載，永祿11年（1568年），因為家中沒落而流浪，在元和2年4月10日（1616年5月25日）死去（這個時間與兒子政勝只差4日），法名是淨庵。